# Kevin Parienté
Kevin Abraham Jonathan Parienté, född 19 januari 1987 i Paris, är en fransk före detta fotbollsspelare. Han spelade senast för klubben Lusitanos i Andorra.